# Final de la Copa FIFA Confederaciones 1995
La final de la Copa Rey Fahd de 1995 o como posteriormente pasaría a llamarse, Copa FIFA Confederaciones 1995, se disputó el 13 de enero en el Estadio Rey Fahd de Riad. Fue protagonizada por las selecciones de Dinamarca y Argentina. El encuentro se definió en los 90 minutos reglamentarios siendo triunfo para los nórdicos con un marcador de 2-0, los goles fueron obra de Michael Laudrup de tiro penal recién comenzado el cotejo a los 8 minutos y de Peter Rasmussen a los 75 minutos. Argentina fue el primer equipo en llegar 2 veces consecutivas a la final, aunque a diferencia de Francia (2001, 2003) y Brasil (2005, 2009), los rioplatenses no consiguieron el bicampeonato.

## Enfrentamiento
| Bandera de Dinamarca | vs. | Bandera de Argentina |
| Dinamarca 2          | vs. | Argentina 0          |
| -------------------- | --- | -------------------- |

## Camino a la final
| Equipo         | Pts. | PJ | PG | PE | PP | GF | GC | Dif |
| -------------- | ---- | -- | -- | -- | -- | -- | -- | --- |
| Dinamarca      | 4    | 2  | 1  | 1  | 0  | 3  | 1  | +2  |
| México         | 4    | 2  | 1  | 1  | 0  | 3  | 1  | +2  |
| Arabia Saudita | 0    | 2  | 0  | 0  | 2  | 0  | 4  | -4  |

| Equipo    | Pts. | PJ | PG | PE | PP | GF | GC | Dif |
| --------- | ---- | -- | -- | -- | -- | -- | -- | --- |
| Argentina | 4    | 2  | 1  | 1  | 0  | 5  | 1  | +4  |
| Nigeria   | 4    | 2  | 1  | 1  | 0  | 3  | 0  | +3  |
| Japón     | 0    | 2  | 0  | 0  | 2  | 1  | 8  | -7  |

## Partido
| 20         | Guardameta     | Mogens Krogh           |     |
| 2          | Defensa        | Jacob Friis Hansen     |     |
| 3          | Defensa        | Marc Rieper            |     |
| 4          | Defensa        | Jes Høgh               |     |
| 12         | Defensa        | Jacob Laursen          | 61' |
| 7          | Centrocampista | Allan Nielsen          |     |
| 6          | Centrocampista | Michael Schjønberg     |     |
| 13         | Centrocampista | Jesper Kristensen      |     |
| 10         | Centrocampista | Michael Laudrup        | 26' |
| 11         | Delantero      | Brian Laudrup          |     |
| 17         | Delantero      | Peter Rasmussen        |     |
| Entrenador | Entrenador     | Richard Møller Nielsen |     |

| 1          | Guardameta     | Carlos Bossio      |     |
| 4          | Defensa        | Javier Zanetti     |     |
| 2          | Defensa        | Roberto Ayala      |     |
| 6          | Defensa        | Nestor Fabbri      |     |
| 3          | Defensa        | José Chamot        |     |
| 20         | Centrocampista | Christian Bassedas |     |
| 8          | Centrocampista | Marcelo Escudero   |     |
| 16         | Centrocampista | Ruben Jiménez      | 65' |
| 7          | Centrocampista | Ariel Ortega       |     |
| 9          | Delantero      | Gabriel Batistuta  |     |
| 11         | Delantero      | Pascual Rambert    | 75' |
| Entrenador | Entrenador     | Daniel Passarella  |     |

| 14 | Centrocampista | Morten Wieghorst | 26' |
| 5  | Defensa        | Jens Risager     | 61' |

| 18 | Centrocampista | Gustavo López  | 65' |
| 10 | Delantero      | Marcelo Espina | 75' |

| Amonestado | 41' | Jesper Kristensen |
| Amonestado | 75' | Jes Høgh          |

| Amonestado | 30' | Javier Zanetti |
| Amonestado | 35' | José Chamot    |
| Amonestado | 60' | Nestor Fabbri  |

| Expulsado | 88' | José Chamot |

| Anotado · Penal | 8'  | Michael Laudrup | 1-0 |
| Anotado         | 75' | Peter Rasmussen | 2-0 |

| Árbitro             | Ali Bujsaim     |
| Árbitros asistentes | Mohammad Fanaei |
| Árbitros asistentes | Mohamed Mansri  |

| 20         | Guardameta     | Mogens Krogh           |     |
| 2          | Defensa        | Jacob Friis Hansen     |     |
| 3          | Defensa        | Marc Rieper            |     |
| 4          | Defensa        | Jes Høgh               |     |
| 12         | Defensa        | Jacob Laursen          | 61' |
| 7          | Centrocampista | Allan Nielsen          |     |
| 6          | Centrocampista | Michael Schjønberg     |     |
| 13         | Centrocampista | Jesper Kristensen      |     |
| 10         | Centrocampista | Michael Laudrup        | 26' |
| 11         | Delantero      | Brian Laudrup          |     |
| 17         | Delantero      | Peter Rasmussen        |     |
| Entrenador | Entrenador     | Richard Møller Nielsen |     |

| 1          | Guardameta     | Carlos Bossio      |     |
| 4          | Defensa        | Javier Zanetti     |     |
| 2          | Defensa        | Roberto Ayala      |     |
| 6          | Defensa        | Nestor Fabbri      |     |
| 3          | Defensa        | José Chamot        |     |
| 20         | Centrocampista | Christian Bassedas |     |
| 8          | Centrocampista | Marcelo Escudero   |     |
| 16         | Centrocampista | Ruben Jiménez      | 65' |
| 7          | Centrocampista | Ariel Ortega       |     |
| 9          | Delantero      | Gabriel Batistuta  |     |
| 11         | Delantero      | Pascual Rambert    | 75' |
| Entrenador | Entrenador     | Daniel Passarella  |     |

| 14 | Centrocampista | Morten Wieghorst | 26' |
| 5  | Defensa        | Jens Risager     | 61' |

| 18 | Centrocampista | Gustavo López  | 65' |
| 10 | Delantero      | Marcelo Espina | 75' |

| Amonestado | 41' | Jesper Kristensen |
| Amonestado | 75' | Jes Høgh          |

| Amonestado | 30' | Javier Zanetti |
| Amonestado | 35' | José Chamot    |
| Amonestado | 60' | Nestor Fabbri  |

| Expulsado | 88' | José Chamot |

| Anotado · Penal | 8'  | Michael Laudrup | 1-0 |
| Anotado         | 75' | Peter Rasmussen | 2-0 |

| Árbitro             | Ali Bujsaim     |
| Árbitros asistentes | Mohammad Fanaei |
| Árbitros asistentes | Mohamed Mansri  |

|                               |
| Bandera de Dinamarca          |
| Campeón Dinamarca 1.er título |